# Taubenturm Marcy (Aisne)

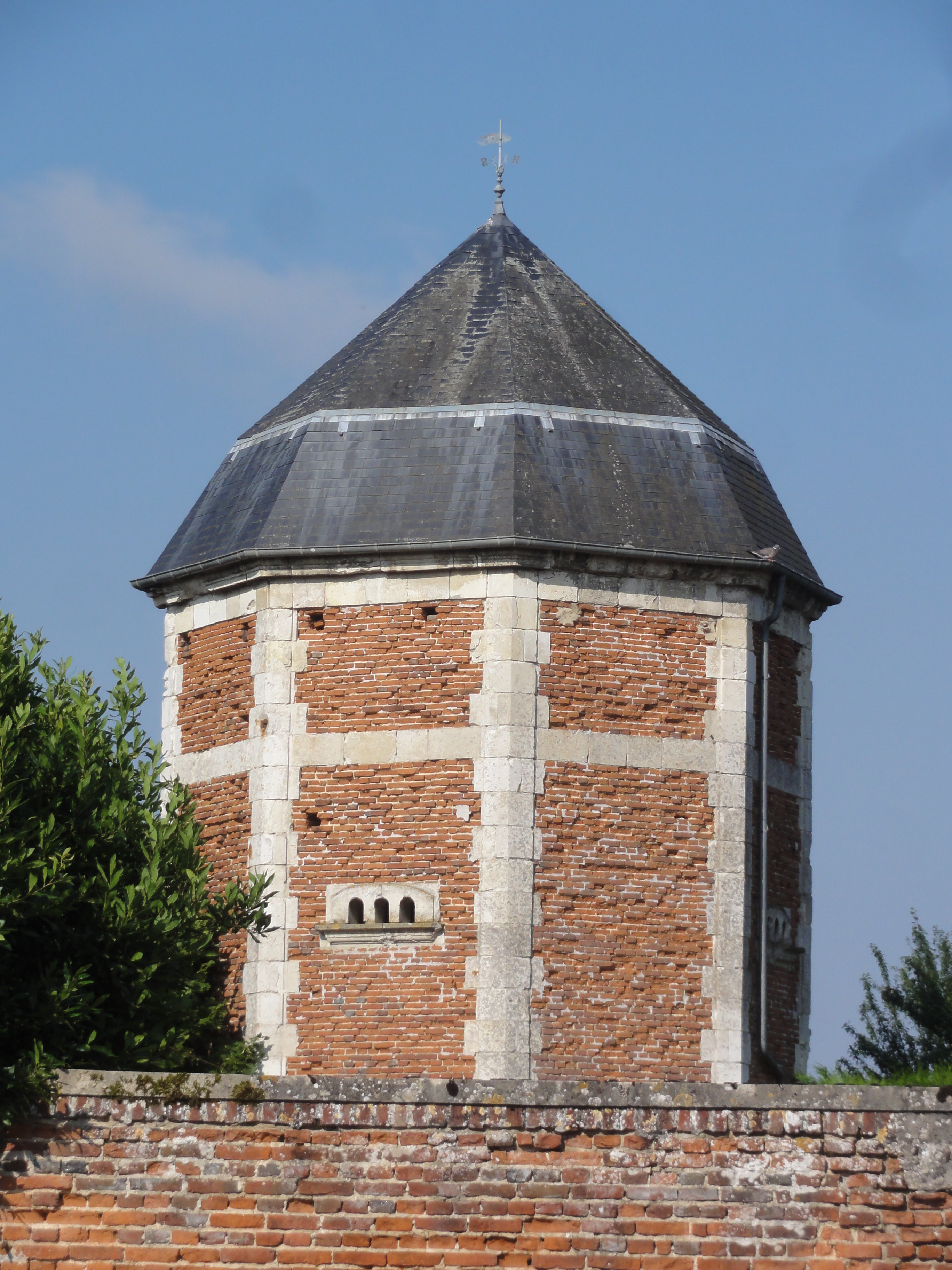
Taubenturm in Marcy

Der Taubenturm (französisch colombier oder pigeonnier) in Marcy, einer französischen Gemeinde im Département Aisne in der Region Hauts-de-France, wurde im 17. Jahrhundert errichtet. Der Taubenturm an der Rue du Château steht seit 2003 als Monument historique auf der Liste der Baudenkmäler in Frankreich.
Der achteckige Taubenturm aus Ziegelstein und mit Eckquaderung aus Haustein wird von einem Dachknauf mit Wetterfahne bekrönt.